# Pierella werneri
Pierella werneri är en fjärilsart som beskrevs av Erich Martin Hering och Hopp 1925. Pierella werneri ingår i släktet Pierella och familjen praktfjärilar. Inga underarter finns listade i Catalogue of Life.